# Aage Garde
Aage Garde, född den 18 mars 1876, död 14 september 1955, var en dansk skådespelare, regissör och teaterledare.
Garde var 1896-1912 anställd vid olika teatrar och sällskap i Köpenhamn och landsorten, ledde 1912-13 eget sällskap och 1913-23 med stor framgång Aarhus teater. Han var 1923-24 direktör för Det Kongelige Teaters talscen, där han sedan fram till 1932 verkade som regissör och skådespelare.